# Donald Ross

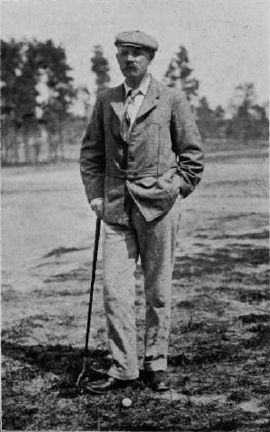
Donald Ross, 1905

Donald James Ross (* 23. November 1872 in Dornoch; † 26. April 1948 in Pinehurst) war ein schottischer Golfarchitekt, Hauptvertreter des Goldenen Zeitalters der Golfarchitektur und einer der produktivsten Golfarchitekten dieser Zeit mit immerhin 413 neuen Golfplätzen.

## Leben
Der Schotte Donald James Ross wuchs auf den Links von Royal Dornoch auf und begann seine Laufbahn dort als Greenkeeper. Nach einer einjährigen Ausbildung bei Old Tom Morris in St Andrews kehrte er 1893 zunächst nach Dornoch zurück. 1899 überzeugte ihn der Harvard-Professor Robert Wilson, in die USA auszuwandern. Dieser besorgte ihm auch seine erste Anstellung beim Oakley Golf Club in der Nähe von Boston. Ross überarbeitete den Platz und entwarf einige weitere in der Gegend. Ein Jahr später lernte er den Geschäftsmann James Walker Tufts kennen, der ihn für sein neues Resort Pinehurst in North Carolina anheuerte.
Dort baute er im Verlauf seiner Karriere insgesamt vier Plätze. Der bedeutendste davon ist Pinehurst #2, den er in den nächsten Jahrzehnten immer weiter verfeinerte. 1935 führte Ross dort als krönenden Abschluss seiner Designtätigkeit Grüns aus Bermudagras ein – zuvor waren im Süden der USA aufgrund der Trockenheit geölte Sand Greens üblich. Als erster Golfarchitekt stellte er Assistenten ein und baute mit ihrer Hilfe sein „Architekturimperium“ über die gesamte USA aus. In den 1920er Jahren arbeiteten teilweise 3000 Angestellte am Bau seiner Golfplätze. Etwa ein Drittel seiner Entwürfe bekam Ross daher nie zu Gesicht, ein weiteres Drittel besuchte er höchstens ein- oder zweimal. Er arbeitete hauptsächlich von seiner Hütte hinter dem dritten Grün in Pinehurst aus mit Hilfe von topographischen Karten und schriftlichen Anweisungen an seine Bautrupps.
Sein Markenzeichen waren gewölbte Plateaugrüns, die zwar vorne in der Regel offen waren, aber einen weniger als perfekten Annäherungsschlag nach allen Seiten abrollen ließen, da Ross das Gras im Randbereich sehr kurz schneiden ließ. Dieses Konzept der „short grass slope“ wird auch heute noch bei großen Turnieren angewendet, da die modernen Profispieler die typischen Hindernisse am Grün – Bunker oder Rough – viel besser kontrollieren können als schräge Böschungen und schwer einschätzbares Gefälle.
Ein besonderes Augenmerk legte Ross auf das Routing, so dass nur kurze Wege zwischen Grün und nächstem Abschlag zurückzulegen waren. Seine Plätze wirken harmonisch und oft sogar unauffällig, auch aufgrund der sparsamen, aber gezielten Bebunkerung. Gelegentlich bediente er sich sogar des Cross Bunkers, eigentlich ein Relikt aus der viktorianischen Zeit, das sich auf den meisten Ross-Plätzen allerdings nicht gegen moderne Ansichten halten konnte.
Zu seinen berühmtesten Plätzen gehören Pinehurst #2 (1903), der Worcester Country Club in Massachusetts (1913), Wannamoisett (1914), East Lake in Atlanta (1915), Plainfield Country Club in New Jersey (1916), Scioto (1916), Essex County in Massachusetts (1917), Oakland Hills (1918), Inverness in Toledo (1919), Interlachen (1921), Salem in Massachusetts (1925), Oak Hill bei Rochester (1926), Holston Hills bei Knoxville (1928) und Seminole in Florida (1929).
Ein Jahr vor seinem Tod gründete Donald Ross mit 13 Kollegen wie Robert Trent Jones, William Langford, Perry Maxwell und Stanley Thompson die American Society of Golf Course Architects und wurde ihr erster Präsident. 1977 wurde er in die World Golf Hall of Fame aufgenommen.